# Tom Moosmayer
Tom Moosmayer (Eupen, 1979. október 1. –) belga labdarúgó, a német FC Roetgen középpályása.